# Gustav Knudsen
Gustav Knudsen (Lyngby-Taarbæk, 16 april 2003) is een Deens basketballer.

## Carrière
Knudsen speelde in de jeugd van Virum BC en Basketballklubben BMS. Voor het seizoen 2019/20 maakte hij de overstap naar de Spaanse eersteklasser Basket Zaragoza waar hij voornamelijk voor de jeugdploeg speelde CB El Olivar in de Spaanse vierde klasse. In 2022 keerde hij terug naar Denemarken en tekende bij Bakken Bears. Bij de club werd hij twee keer landskampioen en won ook de prijs van Deens belofte van het jaar.
In de zomer van 2024 tekende hij een contract bij de Belgische eersteklasser Spirou Charleroi voor twee seizoenen. Hij verliet Charleroi na een seizoen en trok net als ploeggenoot Archange Izaw Bolavie naar het Spaanse Bàsquet Manresa.

## Erelijst
- Deens landskampioen: 2023, 2024
- Deens bekerwinnaar: 2023
- Deens belofte van het jaar: 2023